# Оперативно-тактичне угруповання «Маріуполь»
Оперативно-тактичне угрупування «Маріуполь» (скорочено — ОТУ «Маріуполь») — угруповання українського війська та район його дій в ході війни на Сході України. Про створення ОТУ «Маріуполь» стало відомо 4 січня 2016 року. До його зони відповідальності входить уся територія колишнього Сектору «М» та південна частина колишнього Сектору «Б».
9 листопада 2017 року, разом із призначенням Михайла Забродського новим командувачем сил АТО, ОТУ «Донецьк» було ліквідовано, й таким чином південна його частина перейшла до складу ОТУ «Маріуполь».